# Jacqueline Seifriedsberger
Jacqueline Seifriedsberger (Ried im Innkreis, 20 gennaio 1991) è una saltatrice con gli sci austriaca.

## Biografia
Ha debuttato in Coppa Continentale, la massima competizione femminile di salto prima dell'istituzione della Coppa del Mondo nella stagione 2012, il 23 luglio 2004 a Park City, giungendo 8ª. In Coppa del Mondo ha esordito nella gara inaugurale del 3 dicembre 2011 sul trampolino Lysgårdsbakken di Lillehammer (13ª), ha ottenuto il primo podio il 12 febbraio 2012 a Ljubno (3ª) e la prima vittoria il 3 febbraio 2013 a Sapporo.
Ai XXIII Giochi olimpici invernali di Pyeongchang 2018, suo esordio olimpico, si è classificata 13ª nel trampolino normale; ai successivi Mondiali di Seefeld in Tirol 2019 ha vinto la medaglia d'argento nella gara a squadre ed è stata 16ª nel trampolino normale, a quelli di Planica 2023 ha vinto la medaglia d'argento nella gara a squadre e a quelli di Trondheim 2025 ha vinto la medaglia d'argento nella gara a squadre, quella di bronzo nella gara a squadre mista e si è classificata 8ª nel trampolino normale e 8ª nel trampolino lungo.

## Palmarès

### Mondiali
- 7 medaglie:
  - 5 argenti (gara a squadre mista dal trampolino normale a Val di Fiemme 2013; gara a squadre mista dal trampolino normale a Lahti 2017; gara a squadre a Seefeld in Tirol 2019; gara a squadre a Planica 2023; gara a squadre a Trondheim 2025)
  - 2 bronzi (trampolino normale a Val di Fiemme 2013; gara a squadre mista a Trondheim 2025)

### Mondiali juniores
- 1 medaglia:
  - 1 oro (trampolino normale a Zakopane 2008)

### Coppa del Mondo
- Miglior piazzamento in classifica generale: 4ª nel 2013 e nel 2016
- 31 podi (23 individuali, 8 a squadre):
  - 4 vittorie (3 individuali, 1 a squadre)
  - 8 secondi posti (5 individuali, 3 a squadre)
  - 19 terzi posti (15 individuali, 4 a squadre)

#### Coppa del Mondo - vittorie
| Data             | Località   | Nazione  | Trampolino                                                |
| ---------------- | ---------- | -------- | --------------------------------------------------------- |
| 3 febbraio 2013  | Sapporo    | Giappone | Miyanomori HS100                                          |
| 25 febbraio 2022 | Hinzenbach | Austria  | Aigner HS90 (con Chiara Hölzl, Lisa Eder e Marita Kramer) |
| 3 febbraio 2024  | Willingen  | Germania | Mühlenkopf HS147                                          |
| 26 gennaio 2025  | Zaō        | Giappone | Yamagata HS102                                            |

### Coppa Continentale
- Miglior piazzamento in classifica generale: 3ª nel 2008
- 29 podi (tutti individuali):
  - 7 vittorie
  - 8 secondi posti
  - 14 terzi posti

### Campionati austriaci
- 10 medaglie[1]:
  - 2 ori (HS98, HS100 nel 2008)
  - 7 argenti (HS98 nel 2007; trampolino normale nel 2009; trampolino normale nel 2010; HS94 nel 2011; HS98 nel 2013; HS115 nel 2014; HS98 nel 2016)
  - 1 bronzo (HS108 nel 2015)